# ふしぎ犬トントン
『ふしぎ犬トントン』（ふしぎけんトントン）は、国際放映製作のドラマでフジテレビ系で1978年10月30日から1979年4月23日まで放映されたテレビドラマ。

## 概要
カギっ子の少年とぬいぐるみに変身する犬型宇宙人との交流を描いた児童向けドラマ。
国際放映が1973年に制作した『へんしん!ポンポコ玉』同様ぬいぐるみのキャラクターが物語の中心になっており、「全怪獣怪人 下巻」では本作品を『ポンポコ玉』に続く「アニクリエーション作品」の第3弾とする見解を示している。
このドラマの主演をきっかけに犬好きになった坂上忍は、TBS『徳光和夫の逢いたい』という番組で、人生の恩人としてドッグトレーナー出海宏平と35年ぶりの再会をした。
2014年9月26日にTCエンタテインメントからDVD-BOXが発売された。

## ストーリー
タローはUFOが残していった犬の姿をした宇宙人と出会う。その宇宙人は日本語をしゃべり頭は科学者並だが、猫が苦手で、「トントン」という音を聞くとぬいぐるみになってしまうのだった。

## スタッフ
- 企画：石井実(フジテレビ)
- プロデューサー：鍛冶昇(国際放映)
- 原作：高橋二三
- 脚本：高橋二三、前田陽一、長坂秀佳、雪室俊一ほか
- 監督：前田陽一、野崎貞夫、金谷稔、磯見忠彦、小山幹夫、奥中惇夫
- 特殊技術：高野宏一
- 音楽：石田勝範、はしだのりひこ
- 犬調教師：出海宏平
- 制作：フジテレビ、国際放映

## 主題歌
- OP「へんてこりんロック」作詞：保富康午、作曲：はしだのりひこ、編曲：石田かつのり、歌：はしだのりひこ
- ED「星がみつめてる」作詞：保富康午、作曲：はしだのりひこ、編曲：石田かつのり、歌：はしだのりひこ

## キャスト
- 坂上忍（タロー・小学生：全話）
- トントン（ふしぎ犬・宇宙人：全話）
- 山田吾一（平間凡平・タローの父・ガードマン：第1・2・5～10・12・14・16～19・21～23話）
- 田崎潤（六兵衛・平間家の向かいに住むおじいさん：第1・5・8・9・13話）
- 天地総子（平間トシ子・タローの母・看護婦：第1・3～9・11・13～16・18・19・21～23話）
- 桜むつ子（お杉・平間家の向かいに住むおばあさん：第1・5・8・9・13話）
- 高田橋久子（ユミねえさん・平間家の近所に住むお姉さん：第1～5・7・8・10・11・13～17・19話）
- 石山かつみ（三ノ宮先生・タローのクラスの担任：第1・3・9・12・15～18・21・23話）
- 早乙女朋子（五十嵐リサ・小学生・自転車グループ「ブラックスネーク」リーダー：第1～21話）
- 滝雅也（トントンの声・次回予告ナレーション：第1話～15話）
- 増岡弘（トントンの声・次回予告ナレーション：第16話～）
- 田辺和之（ノボル・小学生・「ブラックスネーク」メンバー：第1～3・5～7・9～23話）
- 浜一（ススム  小学生：第1～8・10～16・20・21話）
- 山崎清仁（タツオ  小学生：第1～6・8～12・14・15・18・19・21～23話）※ 第1・2話テロップ表記「山崎清人」
- 財前正巳（ヒロシ・小学生・「ブラックスネーク」メンバー：全話）
- 松久明弘（アキラ・小学生・「ブラックスネーク」メンバー：第1～3・5～7・10～13・16～21話）
- 福谷光一（ノブヒコ  小学生：第1～8・10・11・13～16・20・21話）
- 佐伯貴宏（小学生：第1～5・8話）
- 村上留美（浅丘まゆみ　小学生・タローのクラスの転校生：第21～23話）
- 田遠実

## 放映リスト
| 話     | 放送日          | サブタイトル                     | ゲスト |
| ------ | --------------- | -------------------------------- | --- |
| 第1話  | 1978年 10月30日 | 「宇宙からきた犬」               | 小野寺嗣夫、早川かおる、大久保悟 |
| 第2話  | 11月6日         | 「ワンちゃん大脱走」             | 戸塚孝、石井京子、小椋基広、長藤尚子、門脇三郎、 都家歌六、鹿島信哉、柳谷寛（宮田）、大坪日出代（主婦）、関敬六（犬塚）                                          |
| 第3話  | 11月13日        | 「消えたエンドマーク」           | 福岡正剛、松野雄司、大久保悟、藤井京子、加藤みはる、住吉由美子、加藤茂雄、夏木順平                                                                               |
| 第4話  | 11月20日        | 「おーい! 母さん星」             | 久里千春（香月美子）、杉本司、川内修、池田光隆、 浅田善幸、長谷川忠雄、割石和也、青木和代、夏瀬夕子、 曽我廼家一二三（管理人）、関保之（訓練士）                 |
| 第5話  | 11月27日        | 「初恋よ こんにちわ」            | 斉藤こず恵（みどり）、田鍋友啓（柳 京一郎）、前田昌明（敬三）、 久保田民栄（秋子）、井口恭子（静代）                                                             |
| 第6話  | 12月4日         | 「男と男の国際デート」           | はしだのりひこ（ハクサン）、原ひさ子、小野田英一、川島一平、千葉裕子（女性アナウンサー）                                                                         |
| 第7話  | 12月11日        | 「ドタバタ楽団大さわぎ」         | スラップスティック（ドタバダーズ）：野島昭生（野山）、 曽我部和行（曽父江）、神谷明（上条）、古川登志夫（古沢）、 古谷徹（三ツ谷）、入江正夫、山野雄治、岩崎正信 |
| 第8話  | 12月18日        | 「にせもの ほんもの」            | 加納竜（白峰大介）、堺左千夫（阪東刑事）、増田恵美（少女）、 栗田洋子（大介の恋人）、川島祐介、村尾幸三、金沢淳一                                                |
| 第9話  | 12月25日        | 「タローのクリスマスプレゼント」 | 船場牡丹、松沢千恵、加藤みはる、野川愛、劇団ひまわり、三角八郎（主人）、竹原邦枝（葉子）                                                                         |
| 第10話 | 1979年 1月8日   | 「青い目をしたお人形」           | キャサリン・ウィトック（メリー）、渡辺三枝子、田中和人、 岩瀬裕美、鎌田富士子、エス・ウンガン、津野哲郎（入国管理官）                                            |
| 第11話 | 1月15日         | 「わんぱく戦争どかん」           | 吉田義夫（大国弥三郎）、平田京子、伊藤千枝子、中島秀夫、神田盟子、伊庭隆                                                                                         |
| 第12話 | 1月22日         | 「カウボーイとお弁当」           | 伊藤康臣（中野剛太）、五月晴子（かよ子）、白木真理（泉さえ子先生）、 築地博、坪井康宏、福永康彰、薄井伸一、岡田正明（カズ夫）                                    |
| 第13話 | 1月29日         | 「愛の逆転ホームラン」           | 松田洋治（マサオ）、伊東しず子、平山裕美、佐藤由美 |
| 第14話 | 2月5日          | 「ちょうだい! そのマイホーム」   | 大泉滉（大宅）、鷲尾真知子（茂子）、直木悠、斉藤利絵、草間璋夫、鈴木輝江（早苗）                                                                                 |
| 第15話 | 2月12日         | 「鬼さんへのプレゼント」         | 玉川良一（鬼カン先生）、竹原邦枝、劇団日本児童、劇団ひまわり、池田生二（校長先生）                                                                               |
| 第16話 | 2月19日         | 「算数×0点＝家庭教師」           | 劇団ひまわり、劇団日本児童、高橋ナナコ（石倉薫）、堀田佳久（石倉 瞳）                                                                                            |
| 第17話 | 2月26日         | 「ガードマンVS白頭巾」           | 松崎真、及川ヒロオ、久里みのる、晴海勇三、柴田聡、 内田三樹也、石川隆昭、鈴木紀子、新みのる、東治幸、若駒プロ、若尾義昭                                          |
| 第18話 | 3月5日          | 「忠犬ハチ公知ってるかい」       | 清水めぐみ（絹子）、森田美友紀、谷山三朗、志村幸江、 松本七美、劇団ひまわり、依田英助（忠犬ハチ公の声）                                                          |
| 第19話 | 3月12日         | 「赤ちゃんがいっぱい」           | 中沢優子、安部可菜子、邦創典、佐々木梨里（英子） |
| 第20話 | 3月19日         | 「トントン大集合」               | 塩沢とき（百合子）、坂入真由美、桑原恵子、有川雄司、 劇団ひまわり、邦創典（老人の声）、中真千子（主婦）                                                          |
| 第21話 | 3月26日         | 「ぼくたちのガールフレンド」     | 角田淑子、有崎由見子（光代） |
| 第22話 | 4月16日         | 「カミシバイの名探偵」           | 殿山泰司（草平）、中村万里、桑原恵子、王貞昌、小野晃弘、 高野慎一、大場利明、夏木順平、恵千比絽、劇団ひまわり                                                    |
| 第23話 | 4月23日         | 「ひとりと一匹 春の海」          | 志賀真津子（文代）、菅沼赫（獣医）、江上真吾、永浜三千子、 劇団ひまわり、杉田俊也（老犬ナミの声）、沢井桃子（なぎさ）                                            |